# Павлин Клоштар
46°00′ пн. ш. 16°49′ сх. д. / 46.00° пн. ш. 16.82° сх. д.
Павлин Клоштар (хорв. Pavlin Kloštar) — населений пункт у Хорватії, у Б'єловарсько-Білогорській жупанії у складі громади Капела.

## Населення
Населення за даними перепису 2011 року становило 152 осіб.
Динаміка чисельності населення поселення: